# بلیک و مورتیمر
بلیک و مورتیمر (به فرانسوی: Les Aventures de Blake et Mortimer) یک سری کمیک استریپ بلژیکی است که ابتدا توسط ادگار پیر یاکوبس در سال ۱۹۴۶ در مجله‌های بلژیکی چاپ شد و مورد توجه قرار گرفت.
شخصیت اول این داستان‌ها فیلیپ مورتیمر (دانشمند بریتانیایی) و فرانسیس بلیک (جاسوس ام‌آی۵) است. ضدقهرمان داستان هم فردی به نام اولریک است.